# Sassari-Cagliari 1956
La Sassari-Cagliari 1956, ottava edizione della corsa, si svolse il 26 febbraio 1956 su un percorso di 225 km. La vittoria fu appannaggio dell'italiano Nello Fabbri, che completò il percorso in 5h24'20", precedendo i connazionali Giuseppe Pintarelli e Bruno Monti.
Sul traguardo di Cagliari 33 ciclisti portarono a termine la competizione. 

## Ordine d'arrivo (Top 10)
| Pos. | Corridore           | Squadra        | Tempo    |
| ---- | ------------------- | -------------- | -------- |
| 1    | Nello Fabbri        | Legnano        | 5h24'20" |
| 2    | Giuseppe Pintarelli | Leo-Chlorodont | s.t.     |
| 3    | Bruno Monti         | Atala-Pirelli  | a 1'10"  |
| 4    | Rik Van Steenbergen | Elvé-Peugeot   | s.t.     |
| 5    | Stan Ockers         | Elvé-Peugeot   | s.t.     |
| 6    | Adolfo Grosso       | Atala-Pirelli  | s.t.     |
| 7    | Lino Grassi         | Legnano        | s.t.     |
| 8    | Federico Bahamontes | Faema-Guerra   | s.t.     |
| 9    | Alfredo Martini     | Nivea-Fuchs    | s.t.     |
| 10   | Joseph Schils       | Faema-Guerra   | a 3'45"  |